# Allium semenovii
Allium semenovii — вид рослин з родини амарилісових (Amaryllidaceae); поширений від Середньої Азії до Гімалаїв.

## Опис
Цибулина одиночна або в скупченні, циліндрична, діаметром 0.5–1.5 см; оболонка від брудно-коричневої до темно-сірої. Листки широко лінійні, зазвичай довші від стеблини, рідше коротші, 5–15 мм завширшки. Стеблина 8–25(50) см, циліндрична, вкрита листовими піхвами на ≈ 1/3 довжини. Зонтик від яйцювато-кулястого до кулястого, густо багатоквіті. Оцвітина жовта, стає від червоної до пурпурно-червоної; сегменти від ланцетних до яйцевидно-ланцетних, 10–17 × 3–5 мм, поля іноді неправильно зубчасті, верхівка загострена; внутрішні трохи коротші, ніж зовнішні.

## Поширення
Поширення: Казахстан, Киргизстан, Китай (Сіньцзян), Індія (Гімачал-Прадеш, Джамму та Кашмір).
Населяє лісові окраїни, вологі схили, луки; 2000–3000 м.